# جوانا راسموسن
جوانا راسموسن (بالدنماركية: Johanna Rasmussen)‏ (2 يوليو 1983 في الدنمارك - ) هي لاعبة كرة قدم دانمركية في مركز جناح ‏. شاركت مع منتخب الدنمارك لكرة القدم للسيدات. أما مع النوادي، فقد لعبت مع Kristianstads DFF ‏ وFortuna Hjørring ‏ ولينكوبينج وUmeå IK ‏ وMagicJack (WPS) ‏ وAtlanta Beat (WPS) ‏.

## وصلات خارجية
- جوانا راسموسن على موقع الاتحاد الدولي (مؤرشف)  (الإنجليزية)
- جوانا راسموسن على موقع الاتحاد الأوربي (الإنجليزية)
- جوانا راسموسن على موقع اتحاد السويد (السويدية)
- جوانا راسموسن على موقع قاعدة بيانات كرة القدم.إي يو (الإنجليزية)
- جوانا راسموسن على موقع Soccerway.com (الإنجليزية)